# Kindschaftsrechtliche Praxis
Kindschaftsrechtliche Praxis, kurz KindPrax, war eine deutsche juristische Fachzeitschrift für das Familienrecht (ISSN 1434-8330). Herausgeber war die Bundeskonferenz für Erziehungsberatung; der Verlag der Bundesanzeiger Verlag in Köln. Sie erschien monatlich mit den Ausgaben 1/1998 bis 8/2005.
Das Blatt wurde 2005 mit der Zeitschrift Zentralblatt für Jugendrecht zu der Zeitschrift für Kindschaftsrecht und Jugendhilfe zusammengelegt.